# 張忠 (御史大夫)
張忠（？—前23年），字子贛，鉅鹿郡人，西汉政治人物。汉成帝的时候担任御史大夫（前29年—前23年）。他之前的御史大夫是尹忠，之后的是王音。
張忠以孙宝为属吏，想让他为自己的儿子教授明经。孙宝请求离开，他坚决挽留不果。内心有些怨恨孙宝。后来让孙宝为主簿，他欣然前去。张忠让人问孙宝：“張忠大夫以你为儿子的老师你不愿意，想表现高尚节操。现在高尚的士一般不做主簿，你却做了，这是为什么？”孙宝说：“张大夫的儿子想学书，按礼仪讲，只听说来学，没听说去教；道理不可屈，屈身有何害？士遇知己能什么都不做？何况是主簿呢？”张忠听说了，很惭愧，上书推荐孙宝为议郎，又升为谏大夫。
| 前任： 尹忠 | 西汉御史大夫 前29年—前23年 | 繼任： 王音 |